# Aulacigaster lopesi
Aulacigaster lopesi – gatunek muchówki z podrzędu krótkoczułkich i rodziny Aulacigastridae.
Gatunek ten opisany został w 2011 roku przez Alessandrę Rung i Wayne’a Mathisa. Epitet gatunkowy nadano na cześć dipterologa Hugo de Souzy Lopesa.
Muchówka o ciele długości od 3,3 do 3,5 mm i długości skrzydła od 3,1 do 3,3 mm. Nadustek jest wydłużony, ponad 3,5 raza dłuższy niż szeroki. Czoło jest lekko, poprzecznie wklęśnięte na odcinku od przyoczka do szwu łukowatego. Płytka czołowo-orbitalna ubarwiona jest żółto. Wzgórek oczny i ciemię są nagie na większej części. Nie występuje środkowa szczecinka ciemieniowa, natomiast obecne są drobne szczecinki przyoczkowe. Czułki są jasnożółte do żółtawych, przyciemnione w grzbietowej połowie. Pierwszy człon biczyka jest wydłużony i pochylony. Ich stosunkowo długa arista ma prostą nasadową ⅓ z podwójnym rzędem odgałęzień oraz zygzakowato wyglądającą część wierzchołkową z naprzemiennie odchodzącymi gałązkami. Głaszczki mają barwę brązowawą. Na tułowiu tarczka jest mniej więcej trójkątna i lekko wyniesiona, a szczecinki środkowe grzbietu ustawione w jednym rzędzie. Skrzydła mają pośrodku brązowy znak, a u samca ich żyłka kostalna wyposażona jest w dość silne kolce. Samiec ma placowate przysadki odwłokowe i słabo zaznaczony tylny wyrostek gonopodu.
Owad krainie neotropikalny, znany wyłącznie z brazylijskiego stanu Rio de Janeiro.